# Spring Tracks: Haru no Uta
Albums de ClariS
ClariS: Single Best 1st
(2015) Fairy Castle
(2017)
Spring Tracks: Haru no Uta (Spring Tracks -春のうた-) est un EP du duo d'idoles japonaises ClariS, sorti le 2 mars 2016 chez SME Records. L'album contient cinq morceaux de musique, dont quatre sont des reprises.

## Sortie et réception
Spring Tracks: Haru no Uta a été publié le 2 mars 2016 dans une édition régulière et une édition limitée comprenant cinq cartes postales contenant des illustrations de ClariS par divers artistes,. Pour la semaine du 9 avril 2012 sur le classement hebdomadaire des albums de l'Oricon, avec 7 503 exemplaires vendus lors de sa première semaine de vente, Spring Tracks: Haru no Uta a culminé à la 8e place et resté classé pendant six semaines.

## Liste des pistes
| 1.    | Hirahira Hirara (ひらひら ひらら)                                                     | Ion Okumura       | Makoto Sakuma                           | Atsushi Yuasa     | 5:13 |
| 2.    | Sayonara memories (さよならメモリーズ) (Enregistré à l'origine par supercell)         | Ryo               | Ryo                                     | Koh               | 6:08 |
| 3.    | Sakura (Enregistré à l'origine par Nirgilis)                                          | Acchu Iwata       | Ko-ki Ito, Acchu Iwata, Minoru Kurihara | Ryosuke Shigenaga | 4:37 |
| 4.    | Ashita, Haru ga Kitara (明日、春が来たらく) (Enregistré à l'origine par Takako Matsu) | Yūji Sakamoto     | Daisuke Hinata                          | Atsushi Yuasa     | 4:44 |
| 5.    | Akai Sweet Pea (赤いスイートピーく) (Enregistré à l'origine par Seiko Matsuda)        | Takashi Matsumoto | Yumi Matsutoya                          | Atsushi Yuasa     | 3:42 |
| 24:24 |                                                                                       |                   |                                         |                   |      |